# Kuolajoki
La rivière Kuola (finnois : Kuolajoki, russe : Куолайоки,) est un cours d'eau en Finlande et dans l'oblast de Mourmansk en Russie,.

## Description
La rivière Kuolajoki part du lac Kuolajärvi dans la partie ouest de l'oblast de Mourmansk.
De là, elle s'écoule d'abord vers le nord, traverse les lacs Apajarwi et Kuolajarwi, puis elle se tourne vers l'ouest.
Venant du sud, son affluent le Sallajoki se jette alors dans la Kuolajoki.
Puis la rivière s'écoule vers l'ouest à travers la frontière avec la Laponie finlandaise, s'écoule dans la municipalité de Salla et se jette enfin dans la Tenniöjoki près du village Saija de la municipalité de Salla.